# Třída Luigi Cadorna
Třída Luigi Cadorna byla třída lehkých křižníků italského královského námořnictva. Jednalo se o druhou skupinu rozsáhlé třídy Condottieri. Celkem byly postaveny dvě jednotky této třídy. Ve službě byly v letech 1933–1951. Obě byly nasazeny ve druhé světové válce. Jedna byla ve válce ztracena a druhá byla poválečným italským námořnictvem vyřazena v roce 1951.

## Pozadí vzniku

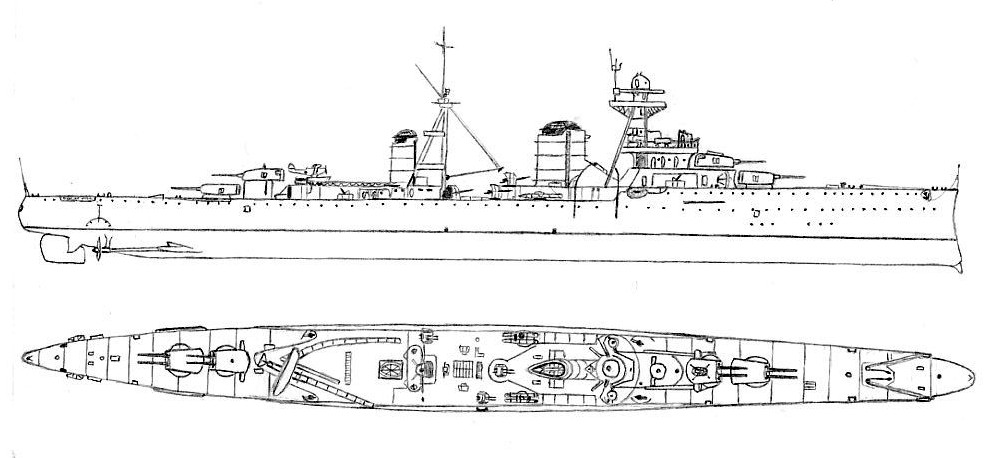
Schéma třídy

Křižníky třídy Luigi Cadorna přímo vycházely z předchozí třídy Di Giussano. Lišily se zejména vylepšenou stabilitou, použitím novějších děl, jiným rozmístěním děl sekundární ráže a přemístěním katapultu z přídě za druhý komín. Hlavní důraz byl i u nich kladen na rychlost a silnou výzbroj, aby byly schopné bojovat s francouzskými „supertopédoborci“. Pancéřová ochrana a odolná konstrukce byly až druhotné. Celkem byly postaveny dva křižníky této třídy. Jejich stavba byla zahájena v roce 1930, v následujících dvou letech byly rozestavěné lodě spuštěny na vodu a roku 1933 byly zařazeny do služby.
Jednotky třídy Luigi Cadorna:
| Jméno         | Založení kýlu | Spuštěna          | Vstup do služby | Poznámka                                                                                   |
| ------------- | ------------- | ----------------- | --------------- | ------------------------------------------------------------------------------------------ |
| Luigi Cadorna | 1930          | 30. září 1931     | 11. srpna 1933  | Od roku 1947 sloužil jako cvičná loď. Vyřazen roku 1951.                                   |
| Armando Diaz  | 1930          | 10. července 1932 | 24. dubna 1933  | Dne 25. února 1941 byl poblíž přístavu Sfax potopen britskou ponorkou třídy U HMS Upright. |

## Konstrukce

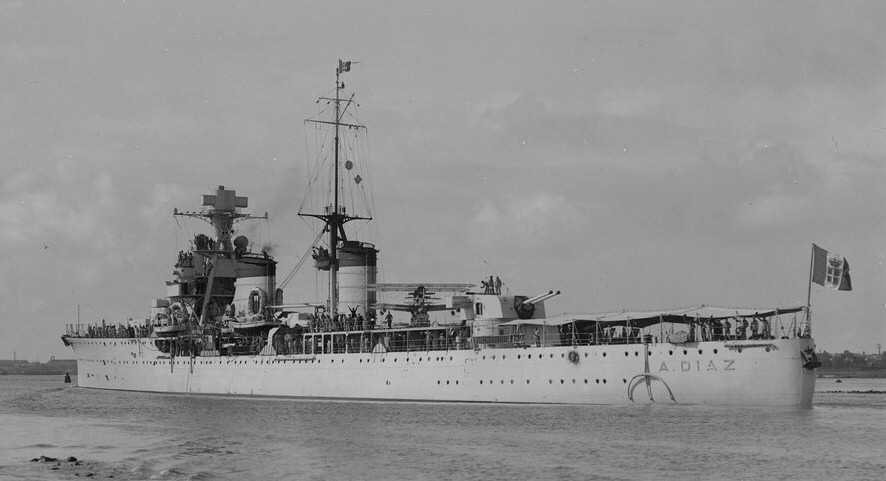
Armando Diaz

Výzbroj tvořilo osm 152mm kanónů nového typu, šesti 100mm kanónů, dva 40mm kanóny, osm 13,2mm kulometů a dva dvojité 533mm torpédomety. Katapult byl přemístěn z přídě za druhý komín. Neseny byly dva hydroplány. Plavidla nebyla vybavena hangárem. Pohonný systém tvořilo šest kotlů a dvě soustavy turbín o výkonu 95 000 hp, pohánějící dva lodní šrouby. Nejvyšší rychlost dosahovala 36,5 uzlu. Dosah byl 2930 námořních mil při rychlosti 16 uzlů.

### Modifikace

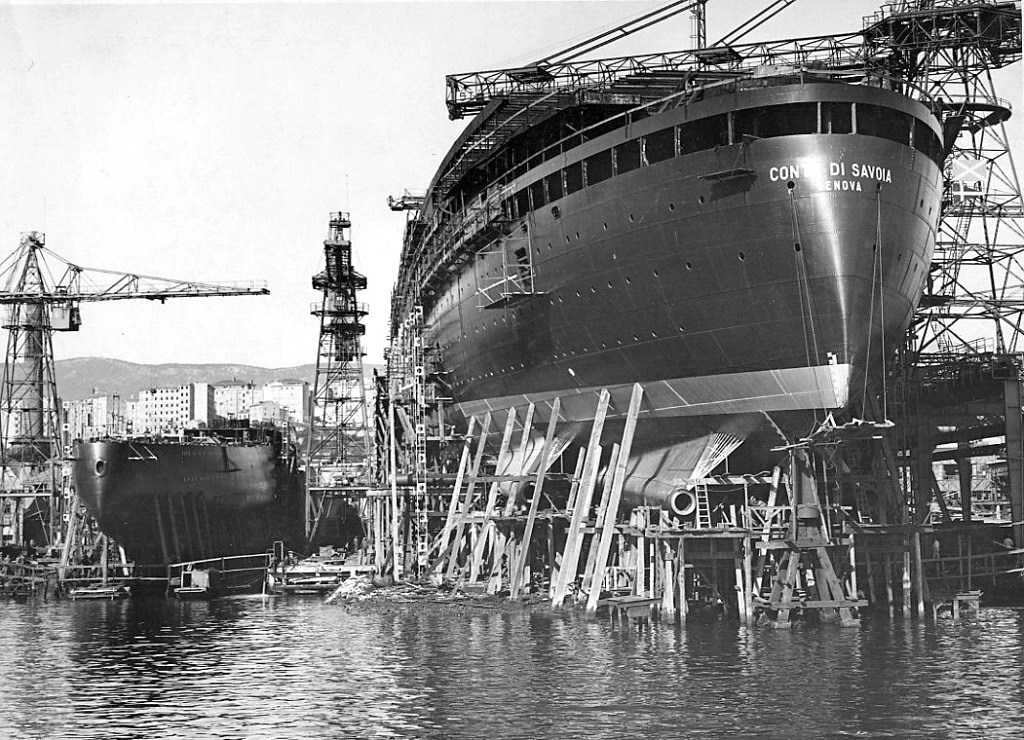
Luigi Cadorna

Roku byly na obou plavidlech 40mm kanóny nahrazeny osmi 20mm kanóny. Na křižníku Luigi Cadorna byl v roce 1943 odstraněn katapult, přičemž dosavadní kulomety nahradily čtyři 20mm kanóny. V roce 1944 byly odstraněny také torpédomety.